# D-project with ZARD
《d-project with ZARD》는 일본의 밴드 ZARD (사카이 이즈미)를 위한 헌정 음반이며, 2016년 5월 18일 발매되었다. (CD: GZCA-5276) ZARD의 데뷔 25주년을 기념해 제작된 음반으로, "d-project"는 나가토 다이코 프로듀서를 중심으로, GIZA studio에 소속된 아티스트들과 사카이 이즈미와 연이 있는 인물들이 모여 시작된 프로젝트이다.
게스트 보컬로 오구로 마키가 참여했으며, 전체 14곡 중에서 11곡을 불렀다. 이것은 나가토가 90년대부터 사카이와 오구로의 듀엣을 구상해왔던 것을, 이번에 오구로에게 제안하여 실행한 것이다.

## 수록곡
| #            | 제목                                                                          | 작사                        | 작곡                  | 재편곡                                 | 재생 시간 |
| ------------ | ----------------------------------------------------------------------------- | --------------------------- | --------------------- | -------------------------------------- | --------- |
| 1.           | 〈〈사랑은 어두운 곳 안에서〉〉 (愛は暗闇の中で 아이와쿠라야미노나카데[*])    | 사카이 이즈미               | 쿠리바야시 세이이치로 | 아사이 히로시 (Sensation)              | 5:05      |
| 2.           | 〈〈지지마세요〉〉 (負けないで 마케나이데[*])                                 | 사카이 이즈미               | 오다 테츠로           | 토쿠나가 아키히토 (doa)                | 3:31      |
| 3.           | 〈〈절대 잊지 않겠어요〉〉 (きっと忘れない 킷토와스레나이[*])                 | 사카이 이즈미               | 오다 테츠로           | 오가 요시노부 (Sensation)              | 4:09      |
| 4.           | 〈〈그대가 없어요〉〉 (君がいない 키미가이나이[*])                            | 사카이 이즈미               | 쿠리바야시 세이이치로 | 츠루사와 유메토 (WAR-ED)               | 4:07      |
| 5.           | 〈〈흔들리는 마음〉〉 (揺れる想い 유레루오모이[*])                            | 사카이 이즈미               | 오다 테츠로           | 오카모토 히토시 (GARNET CROW)          | 4:28      |
| 6.           | 〈〈비에 젖어〉〉 (雨に濡れて 아메니누레테[*])                                | 사카이 이즈미 / 우에스기 쇼 | 쿠리바야시 세이이치로 | 야마구치 아츠시 (Loe), 츠루사와 유메토 | 5:14      |
| 7.           | 〈〈사랑이 보이지 않아〉〉 (愛が見えない 아이가미에나이[*])                   | 사카이 이즈미               | 오자와 마사즈미       | 모리오카 나오키                        | 4:01      |
| 8.           | 〈〈이렇게 곁에 있는데도〉〉 (こんなにそばに居るのに 콘나니소바니이루노니[*]) | 사카이 이즈미               | 쿠리바야시 세이이치로 | GAK (Purple Stone)                     | 5:18      |
| 9.           | 〈〈DAN DAN 마음이 이끌려〉〉 (DAN DAN 心魅かれてく - 코코로히카레테쿠[*])    | 사카이 이즈미               | 오다 테츠로           | 토쿠나가 아키히토                      | 4:28      |
| 10.          | 〈〈조금 더 조금만 더...〉〉 (もう少し あと少し… 모스코시 아토스코시[*])      | 사카이 이즈미               | 쿠리바야시 세이이치로 | 아베 토모키 (Hachi/Hatch,)             | 4:41      |
| 11.          | 〈〈Don't you see!〉〉                                                        | 사카이 이즈미               | 쿠리바야시 세이이치로 | 오쿠스 유조 (Sensation)                | 4:36      |
| 12.          | 〈〈Get U're Dream〉〉                                                        | 사카이 이즈미               | 오노 아이카           | 하이바라 다이스케                      | 4:31      |
| 13.          | 〈〈별의 반짝임이여〉〉 (星のかがやきよ 호시노카가야키요[*])                  | 사카이 이즈미               | 오노 아이카           | 미야자키 료 (ANTWERP)                  | 3:45      |
| 14.          | 〈〈더없이 소중한 것〉〉 (かけがえのないもの 카케가에노나이모노[*])           | 사카이 이즈미               | 오노 아이카           | 타케다 NINJA 쿄스케                    | 5:20      |
| 총 재생 시간 | 총 재생 시간                                                                  | 총 재생 시간                | 총 재생 시간          | 총 재생 시간                           | 1:03:22   |